# チャンドス卿の手紙
『チャンドス卿の手紙』（チャンドスきょうのてがみ）は、1902年にフーゴ・フォン・ホーフマンスタールによって発表された書簡形式の散文作品である。原題は「手紙」（Ein Brief）。16世紀から17世紀の架空の文人フィリップ・チャンドス卿がフランシス・ベイコンに宛て、自分が文学活動を止めるに至った精神的な変化を説明する内容になっている。19世紀末におけるヨーロッパ文化の危機を表した文学作品として多くの研究の対象となった。
書き手であるチャンドス卿は、早くから古典文学に親しみ、19歳から劇作を発表して文壇で名声を得た人物として自分を語っており、これはホーフマンスタール自身の経歴と重なる。しかし26歳となっているチャンドス卿は、様々な著作の構想を抱えつつも著作の発表をやめてしまっている。彼はその理由を「なにかを別のものと関連付けて考えたり話したりする能力がまったくなくなってしまった」「ある判断を表明するためにはいずれにせよ口に出さざるを得ない抽象的な言葉が、口の中で腐れ茸のように崩れてしまう」ためだと説明する。そして「一個のじょうろ、畑に置きっぱなしの馬鍬、日なたに寝そべる犬、みずぼらしい墓地、不具者、小さな農家」といったごく日常的なものに対してしばしばこの上ない感銘をうけ、「いかなる言葉もそれを言い表すには貧しすぎる」と感じていると述べ、今後は英語やラテン語のほかいかなる言語によっても本を書く事はないだろうと記す。末尾には日付（1603年8月22日）と署名が記されている。
この作品の発表と前後してホーフマンスタール自身も美文調の詩や韻文劇を書かなくなり、もっぱら古典の改作による劇や散文を発表するようになった。ただし、本作は言語により明確に記述されているうえ、ホーフマンスタール自身も1929年に亡くなるまで決して筆を折ることはなかった。

## 日本語訳
- 『チャンドス卿の手紙 他十篇』（檜山哲彦訳、岩波文庫、1991年）、本項での引用は左記の訳書。
- 『チャンドス卿の手紙／アンドレアス』（丘沢静也訳、光文社古典新訳文庫、2018年）